# Sage Kirkpatrick
Sage Kirkpatrick (roz. Petra Šimčeková; * 20. září 1969, Československo) je česká fotografka a herečka nejznámější rolí matky Dextera Morgana Lauru Moser v televizním seriálu Showtime Dexter. Někdy je uváděna pod jménem Katherine Kirkpatrick.

## Kariéra
Kirkpatrick začala svou hereckou kariéru účastí v erotických filmech a televizních seriálech jako Ultimate Love Games, Club Wild Side a Beverly Hills Bordello. Hostovala také ve filmech Days of Our Lives, The OC, The Shield a CSI: Crime Scene Investigation.
Pod jménem Katherine Kirkpatrick se objevila v první, druhé a třetí sezóně seriálu Dexter v epizodách Seing Red, Born Free, The Dark Defender, Dex, Lies and Videotape, Turning Biminese a Berete Dextera Morgana?
Po Dexterovi Kirkpatrick hostovala v epizodách Skandál, House of Lies, Vražedná práva a Chirurgové. Kirkpatrick také pracuje jako profesionální fotografka.

## Filmografie
| Rok       | Titul                          | Role                                     | Poznámky  |
| --------- | ------------------------------ | ---------------------------------------- | --------- |
| 1998      | Sto procent                    | Tanya Rhodes                             |           |
| 1998      | Ultimate Love Games            | Sharon                                   |           |
| 1998      | Neklidné duše                  | Donna                                    |           |
| 1998      | Mimozemská erotika             | Monique                                  |           |
| 1998      | Klub Wild Side                 | Haley                                    |           |
| 1998      | Beverly Hills Bordello         | Moira                                    | 2 epizody |
| 1999      | Voyeur                         | Kris Foster                              |           |
| 1999      | Stripper Wives                 | Daphne                                   |           |
| 2000      | Dvakrát za život               | Bingo                                    | 1 epizoda |
| 2000      | Baby Luv                       | Sabrina                                  |           |
| 2001      | Roswell                        | Melissa Fosterová                        | 1 epizoda |
| 2001      | Zatčení a soud                 | Lucy Postová                             | 1 epizoda |
| 2001      | State of Grace                 | Vendula                                  | 1 epizoda |
| 1999–2001 | Tak jde čas                    | Jill Sestra #2 Rachel Griffithová Tricia | 4 epizody |
| 2002      | Technika růže                  | Emily                                    |           |
| 2003      | Vlečná síť                     | Denise Blondinová                        | 1 epizoda |
| 2004      | O.C.                           | Alexis                                   | 1 epizoda |
| 2005      | Štít                           | Emily                                    | 1 epizoda |
| 2007      | Divoši                         | Realitní makléř                          |           |
| 2007      | Kriminálka Las Vegas           | Suzy Gibbonsová                          | 1 epizoda |
| 2008      | Hrdinové                       | Sousedova žena                           | 1 epizoda |
| 2006–2008 | Dexter                         | Laura Moserová                           | 6 epizod  |
| 2012      | Skandál                        | Barman                                   | 1 epizoda |
| 2013      | Dům lží                        | Heidi                                    | 1 epizoda |
| 2014      | Stalker                        | Rosemary Wilsonová                       | 1 epizoda |
| 2014      | Vražedná práva                 | Alice                                    | 1 epizoda |
| 2016      | Chirurgové                     | Carolyn Adkinsová                        | 1 epizoda |
| 2016      | Fishes 'n Boaves: Nebe seslané | Norma                                    |           |
| TBA       | Apokalypsa milostný příběh     | Dr. Holland                              |           |